# 大隈灣

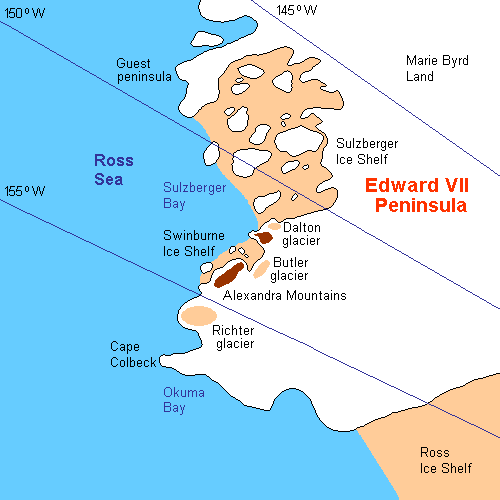

大隈灣是南極洲的海灣，位於羅斯冰架，該海灣在1902年由英國探險家羅伯特·斯科特率領的探險隊發現，由日本南極遠征隊取名自日本政治家暨南極探險後援會會長大隈重信。
77°50′S 158°20′W / 77.833°S 158.333°W